# Liste der Monuments historiques in Jésonville
Die Liste der Monuments historiques in Jésonville führt die Monuments historiques in der französischen Gemeinde Jésonville auf.

## Liste der Objekte
| Bezeichnung                    | Beschreibung                                         | Standort                           | Kennzeichnung | Schutzstatus | Datum | Bild |
| ------------------------------ | ---------------------------------------------------- | ---------------------------------- | ------------- | ------------ | ----- | ---- |
| Gemälde Heiliger Christophorus | Ölfarbe auf Holz, 1607, vermutlich von Claude Bassot | in der Kirche St-Christophe (Lage) | PM88000475    | Classé       | 1966  |      |
| Gemälde Abendmahl              | Ölfarbe auf Holz, 1607 von Claude Bassot             | in der Kirche St-Christophe (Lage) | PM88000473    | Classé       | 1966  |      |
| Gemälde Beschneidung des Herrn | Ölfarbe auf Holz, 1607 von Claude Bassot             | in der Kirche St-Christophe (Lage) | PM88000472    | Classé       | 1966  |      |
| Gemälde Christi Geburt         | Ölfarbe auf Holz, 1607 von Claude Bassot             | in der Kirche St-Christophe (Lage) | PM88000471    | Classé       | 1966  |      |
| Gemälde Auferstehung           | Ölfarbe auf Holz, 1607 von Claude Bassot             | in der Kirche St-Christophe (Lage) | PM88000474    | Classé       | 1966  |      |